# Păcii (stație de metrou)
Păcii este o stație de metrou din București. În apropiere se află Autogara Militari și companiile Turbomecanica, CESAROM, Aeroteh și INCAS. Imediat după această stație, linia părăsește Bulevardul Iuliu Maniu și o ia spre sud, spre stația și depoul Preciziei.

## Construcție
Stația a fost realizată prin săpătură acoperită (engleză top-down) și a fost deschisă pe 19 august 1983, împreună cu celelalte stații de pe ramificația Eroilor—Industriilor (în prezent Preciziei) a M1. Stația Păcii este placată aproape în totalitate cu marmură albă.